# Jevgenij Lazarev
Jevgenij Nikolajevitj Lazarev (ry: Евге́ний Никола́евич Ла́зарев), född 31 mars 1937 i Minsk, död 18 november 2016 i Moskva, var en rysk teater- och filmskådespelare. Lazarev är i Sverige mest känd som Jurij Tjivartsjev i fler filmatiseringar av Jan Guillous Carl Hamilton. 1990 flyttade Lazarev till Los Angeles och har därför även medverkat i amerikanska filmer och tv-serier.

## Filmografi
- 1973 – Sjutton ögonblick om våren (TV-serie)
- 1976 – Zigenarlägret flyttar till himlen
- 1990 – Fiendens fiende
- 1995 – Tribunal
- 1997 – Helgonet
- 1998 – Hamilton
- 1999 – Kära Susan (TV-serie) (1 avsnitt)
- 2000 – Vita huset (TV-serie) (1 avsnitt)
- 2001 – Alias (TV-serie) (1 avsnitt)
- 2001 – The Agency (TV-serie) (2 avsnitt)
- 2002 – 24 (TV-serie) (1 avsnitt)
- 2002 – Cityakuten (TV-serie) (1 avsnitt)
- 2002 – The Sum of All Fears
- 2003 – Duplex
- 2005 – Lord of War
- 2006 – The Nine (TV-serie) (1 avsnitt)
- 2006 – The Unit (TV-serie) (1 avsnitt)
- 2007 – Call of Duty 4: Modern Warfare
- 2009 – Rosa pantern 2
- 2010 – Iron Man 2